# Wolfgang Rüb
Wolfgang Rüb (* 16. Mai 1952 in Roßbach (Naumburg)) ist ein deutscher Schriftsteller.
Rüb lebt in Gröst bei Naumburg und ist von Beruf Klavierlehrer. Er hat die Romane Konzert für Stubenfliege und Orchester und Wohnquartett mit Querflöte geschrieben. In beiden Büchern spielt Musik eine zentrale Rolle.

## Werke
- Konzert für Stubenfliege und Orchester. Roman. Reclam-Verlag, Leipzig 2001, ISBN 3-379-01723-X.
- Wohnquartett mit Querflöte. Roman. Edition Elke Heidenreich bei C. Bertelsmann, München 2010, ISBN 978-3-570-58018-9.